# Mercenac
Mercenac település Franciaországban, Ariège megyében. Lakosainak száma 352 fő (2022. január 1.). Mercenac Bagert, Betchat, Caumont, Prat-Bonrepaux és Taurignan-Castet községekkel határos.

## Népesség
A település népességének változása:
| Lakosok száma | 266  | 178  | 219  | 312  | 375  | 362  | 363  | 355  | 351  | 352  |
|               | 1968 | 1982 | 1990 | 2006 | 2013 | 2015 | 2017 | 2019 | 2020 | 2022 |